# Microcleidus
Il microcleido (gen. Microcleidus) è un rettile marino estinto, appartenente ai plesiosauri. Visse nel Giurassico inferiore (Toarciano, circa 180 milioni di anni fa) e i suoi resti fossili sono stati ritrovati in Inghilterra, in Lussemburgo e (forse) in Francia e Germania. È stato a volte considerato uno dei più antichi elasmosauridi.

## Descrizione
Questo rettile, come tutti i plesiosauri, era dotato di un lungo collo, un corpo relativamente schiacciato e arti simili a pinne. Microcleidus è noto per alcuni fossili molto ben conservati, tra cui uno scheletro quasi completo dotato di un collo notevolmente allungato, ancor più che nei plesiosauri coevi. Tra le caratteristiche di Microcleidus sono da ricordare le vertebre cervicali anteriori, insolitamente allungate, e la clavicola molto piccola, ridotta a un sottile "foglio" osseo aderente alla superficie dorsale dei rami anteriori delle scapole. L'interclavicola, inoltre, era praticamente inesistente. In generale, l'aspetto di Microcleidus richiamava quello di alcuni plesiosauri successivi, come Muraenosaurus. La lunghezza doveva aggirarsi sui 6 metri. La specie M. melusinae sembrerebbe essere stata dotata di visione stereoscopica, dal momento che gli occhi erano diretti in avanti.

## Classificazione

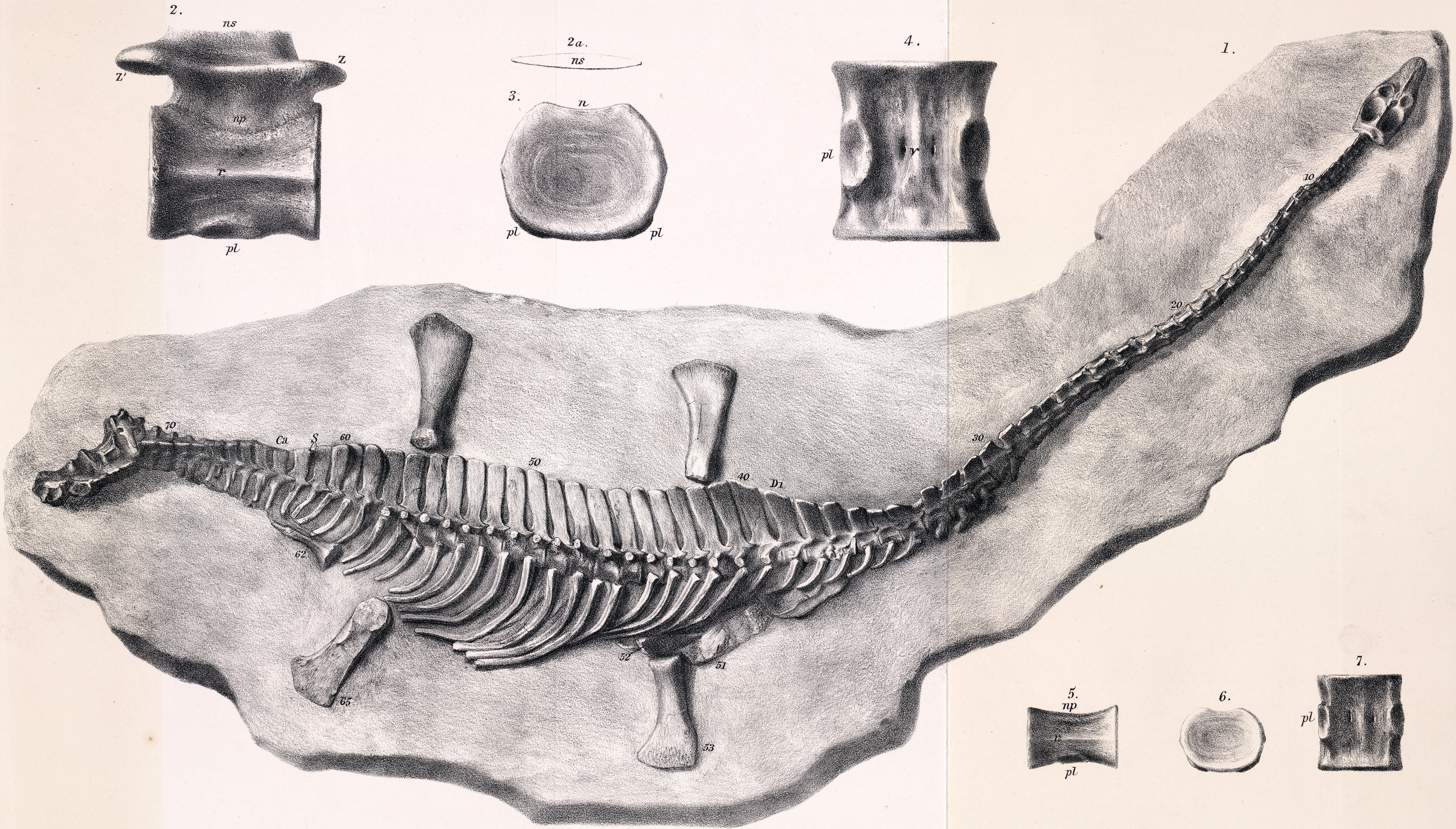
Illustrazione dello scheletro di Microcleidus homalospondylus

Il genere Microcleidus è basato su alcuni scheletri rinvenuti nell'Ottocento e attribuiti in precedenza al genere Plesiosaurus. Richard Owen, nel 1865, descrisse Plesiosaurus homalospondylus sulla base di uno scheletro sprovvisto di cinti delle zampe, poi esposto al British Museum a Londra. Nello stesso anno Harry Govier Seeley descrisse la specie P. macropterus, un esemplare dotato di grandi "pinne". Fu solo nel 1909 che Watson riconobbe le caratteristiche clavicole ridotte in un altro scheletro di P. homalospondylus (ospitato al museo di Manchester) e descrisse quindi il nuovo genere Microcleidus (che significa appunto "clavicola minuscola"). Lo stesso Watson, due anni più tardi, ascrisse P. macropterus allo stesso genere, differenziandone la specie sulla base delle caratteristiche grandi pinne posteriori. Microcleidus è stato considerato un membro primitivo e molto antico degli elasmosauridi (Brown, 1981), un gruppo di plesiosauri dotati di un collo eccezionalmente lungo, diffusi soprattutto nel Cretaceo.
Studi più recenti (Ketchum e Benson, 2010) hanno invece sottolineato le affinità di questa forma con il ben noto Plesiosaurus, includendola nella famiglia dei plesiosauridi, tipica del Giurassico inferiore. Uno stretto parente è Occitanosaurus, provvisto però di grandi interclavicole.
Ulteriori studi (Benson et al., 2012) hanno messo in luce le somiglianze di Microcleidus con alcuni altri plesiosauri del Giurassico inferiore (Lusonectes, Westphaliasaurus, Seeleyosaurus, Eretmosaurus) tanto da creare un clade separato (Microcleididae) per queste forme. Al genere Microcleidus, inoltre, sarebbero da attribuire altre due specie: M. tournemirensis (ovvero Occitanosaurus tournemirensis) della Francia e M. brachypterygius (noto anche come Hydrorion) della Germania, che estenderebbero notevolmente l'areale di Microcleidus. Un'altra specie, M. melusinae, è stata descritta nel 2017 e proviene dal Toarciano del Lussemburgo.